# James Carter (musicus)
James Carter (Detroit (Michigan), 3 januari 1969) is een Amerikaanse jazzsaxofonist. Hij is de neef van jazzvioliste Regina Carter.

## Biografie
Carter leerde spelen onder de voogdij van Donald Washington sr. en werd lid van zijn jeugdjazzensemble Bird-Trane-Sco-NOW!! Als jonge man ging Carter naar het Blue Lake Fine Arts Camp en werd hij het jongste faculteitslid in het kamp. Hij toerde in 1985 op 16-jarige leeftijd voor het eerst door Scandinavië met de International Jazz Band.
Op 31 mei 1988, aan het Detroit Institute of Arts (DIA), was Carter een last-minute toevoeging voor gastartiest Lester Bowie, wat een uitnodiging werd om te spelen met zijn nieuwe kwintet (voorloper van zijn New York Organ Ensemble) in New York in de inmiddels ter ziele gegane jazzclub Carlos 1. Dit was cruciaal in Carters carrière, waardoor hij in muzikaal contact met de wereld kwam en twee jaar later verhuisde hij naar New York. Hij is sinds het einde van de jaren 1980 prominent aanwezig als performer en artiest in het jazzcircuit en speelt saxofoon, fluit en klarinet. Carter werd tijdens de jaren 1990 bekend door zijn onorthodoxe aanpak van de jazz. Zo laat hij naast traditioneel ingespeelde standards op zijn cd's ook eigen composities horen, waarin hij door het gebruik van growling, grote intervalsprongen en andere atypische geluidseffecten een eigen sound produceert. Anders dan de meeste jazzsaxofonisten, speelt Carter het hele spectrum aan saxofoons, zoals bas-, bariton-, alt-, tenor-, sopraan- en F-mezzo-saxofoon. Verder speelt hij basklarinet en dwarsfluit.
Op zijn album Chasin' the Gypsy (2000) nam hij op met zijn nicht, de jazzvioliste Regina Carter.
Carter heeft meerdere jaren op rij de DownBeat Magazine's Critics and Readers Choice Award voor baritonsaxofoon gewonnen. Hij trad op, toerde en speelde op albums met Lester Bowie, Julius Hemphill, Frank Lowe & the Saxemble, Kathleen Battle, het World Saxophone Quartet, Cyrus Chestnut, Wynton Marsalis, Dee Dee Bridgewater en de Mingus Big Band.
Carter is een autoriteit op het gebied van vintage saxofoons en hij bezit een uitgebreide collectie van dergelijke instrumenten, waaronder een die vroeger werd bespeeld door Don Byas.
Zijn album Jurrassic Classics kreeg in 1995 de jaarprijs van de Preis der Deutschen Schallplattenkritik.

## Discografie
- 1994: JC on the Set (Sony/Columbia Records)
- 1995: Jurassic Classics (Sony/Columbia Records)
- 1995: The Real Quietstorm (Atlantic Records)
- 1996: Conversion with the Elders (Atlantic Records) met Tani Tabal
- 1997: D.D. Jackson: Paired Down (Justin Time)
- 1998: In Carterian Fashion
- 2000: Layin' the Cut (Atlantic Records)
- 2000: Chasin' the Gypsy
- 2003: Gardenias for Lady Day
- 2004: Live at Baker's Keyboard Lounge (Warner Brothers)
- 2005: Out of Nowhere
- 2008: Present Tense (Universal Records)
- 2011: Caribbean Rhapsody (composities van Roberto Sierra)
- 2011: At the Crossroads (Emarcy Records)

- Bibliothèque nationale de France: cb13944095f (data)
- Gemeinsame Normdatei: 134935071
- International Standard Name Identifier: 0000 0001 0653 4263
- Library of Congress Control Number: no96030515
- MusicBrainz: a8880ecc-10d8-4492-b17e-02715d160b56
- Nationale Bibliotheek van Tsjechië: xx0127573
- Nationale Bibliotheek van Israël: 987007460372805171
- Système universitaire de documentation: 086273965
- Virtual International Authority File: 24792203
- WorldCat: E39PBJyxpvyW6TJ6vV8BxVVQv3